# Apazona
Apazona ou  azapropazona é um fármaco da classe terapêutica dos AINEs. Possui atividades anti-inflamatórias, antipiréticas e analgésicas, apesar de ser um inibidor pouco potente da ciclooxigenase. Medicamentos com este princípio ativo são utilizados no tratamento da gota, artrite reumatóide e osteoartrite. Apesar de sua menor atividade em relação aos outros fármacos do mesmo grupo, as precauções pertinentes ao seu uso são as mesmas.

## Propriedades
A azapropazona é derivada das benzotriazinas e possui ação moderada sobre as prostaglandinas da inflamação. Seu mecanismo de ação deriva da competição com a PGF2-alfa nos receptores dos microtúbulos renais, aumentando assim a eliminação de ácido úrico.

## Interações
- Varfarina
- Dicumarínicos
- Glibenclamida
- Tolbutamida